# Cabo Alava

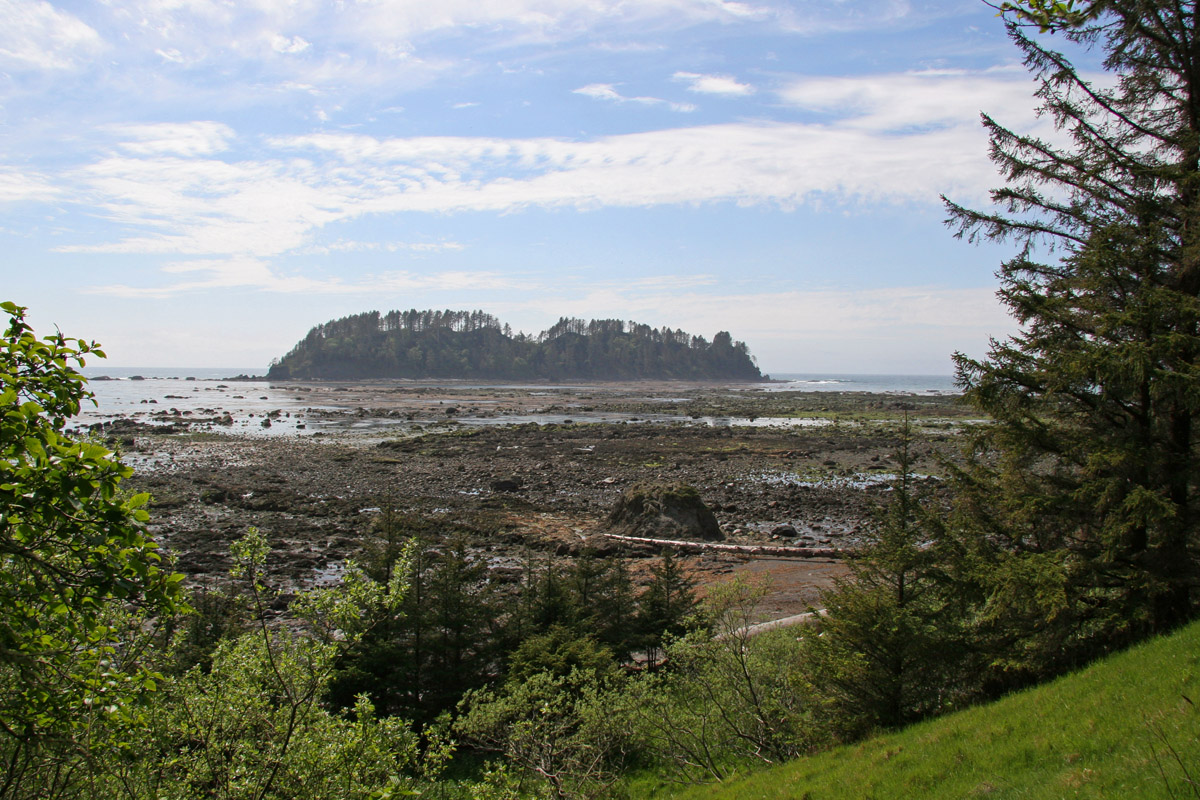
Cabo Alava e ilha Ozette.

O cabo Alava é um cabo no condado de Clallam, Washington, Estados Unidos da América. É o ponto mais ocidental dos 48 estados contíguos, à longitude de 124°44'11.8"W (durante a maré baixa e caminhando para a zona oeste da ilha Tskawahyah). O ponto mais ocidental fica no Parque Nacional Olympic e na Reserva Índia Ozette. O cabo Alava é acessível através de um caminho de 5 km com passadeiras de madeira a partir de um posto de guardas florestais do parque.
Devido à erosão e às diferenças nas formas de medição, há controvérsia sobre qual é o ponto mais ocidental, se o Alava ou o Cabo Branco, no Oregon. Esta medição é difícil de justificar, já que o cabo Branco está mais de 10 minutos de grau de arco a leste do cabo Alava. Outro motivo para a polémica deve-se a que durante a maré alta o cabo Alava está quase tão a oeste como o cabo Flattery.

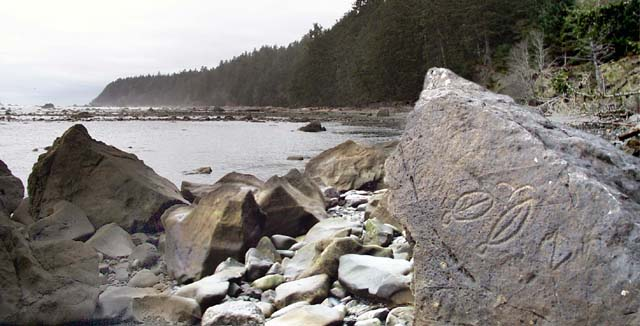
Petróglifos en Wedding Rocks, aproximadamente a 1 km a sul do cabo Alava.

O cabo recebeu o nome em homenagem ao espanhol D. José Manuel de Álava (nascido em Vitória, em 1743) pelo seu papel como comissário para a solução do conflito de Nutka em 1794.
No início de 1834 um navio japonês, o Hojun Maru, atracou no cabo Alava depois de 14 meses de deriva pelo Oceano Pacífico. Enquanto realizava uma viagem de transporte de arroz para Edo, viu-se arrastado por uma tormenta. No momento da chegada ao cabo Alava, só três dos seus tripulantes estavam vivos. Foram escravizados e cuidados por breve tempo pelos índios Makah. Otokichi foi um dos náufragos japoneses que posteriormente adquiriu certa relevância.